# Jesús Santiago Pérez
Jesús Santiago Pérez (Cartagena, Región de Murcia, 25 de mayo de 2004), más conocido como Yellu, es un futbolista español que juega en la demarcación de centrocampista en el Hellas Verona F. C. de la Serie A de Italia.

## Trayectoria
Natural de El Estrecho de San Ginés, barrio de Cartagena, es un centrocampista formado en el Club Deportiva Minera desde los 5 a los 8 años. Más tarde, pasó a las categorías inferiores del Cartagena F. C. donde estuvo 5 años, hasta que fichó por la EF Torre Pacheco. 
Con apenas 14 años, en 2018 ingresó en las categorías inferiores del Valencia C. F. para jugar en su equipo cadete.
En la temporada 2021-22, forma parte de la plantilla del Juvenil "A" de División de Honor del club "ché". En abril de 2022, 'Yellu' renovó contrato con el Valencia C. F. que caducaba en 2023 y fue ampliado hasta 2026, con una cláusula de 30 millones de euros.
El 19 de abril de 2022 debutó con el primer equipo del Valencia C. F. en la Primera División de España, en el estadio de la Cerámica contra el Villarreal C. F. saltando al terreno de juego en el minuto 55 en sustitución de Yunus Musah.
El 11 de enero de 2024, firma nuevo jugador del Getafe C. F.

## Selección nacional
El 19 de abril de 2022 sería convocado por el seleccionador Pablo Amo para debutar con la Selección de fútbol sub-18 de España en dos encuentros amistosos frente a Marruecos para preparar los Juegos Mediterráneos de 2022.

## Estadísticas

### Clubes
Actualizado al último partido disputado el 25 de septiembre de 2024.
| Club                             | Div.          | Temporada     | Liga  | Liga  | Copas nacionales | Copas nacionales | Copas internacionales | Copas internacionales | Total | Total |
| Club                             | Div.          | Temporada     | Part. | Goles | Part.            | Goles            | Part.                 | Goles                 | Part. | Goles |
| -------------------------------- | ------------- | ------------- | ----- | ----- | ---------------- | ---------------- | --------------------- | --------------------- | ----- | ----- |
| Valencia C. F. · España          | 1.ª           | 2021-22       | 3     | 0     | 0                | 0                | ―                     | ―                     | 3     | 0     |
| Valencia C. F. · España          | Total club    | Total club    | 3     | 0     | 0                | 0                | 0                     | 0                     | 3     | 0     |
| Valencia C. F. Mestalla · España | 2.ª F         | 2022-23       | 27    | 1     | —                | —                | ―                     | ―                     | 27    | 1     |
| Valencia C. F. Mestalla · España | 2.ª F         | 2023-24       | 14    | 0     | —                | —                | ―                     | ―                     | 14    | 0     |
| Valencia C. F. Mestalla · España | Total club    | Total club    | 41    | 1     | 0                | 0                | 0                     | 0                     | 41    | 1     |
| Getafe C. F. · España            | 1.ª           | 2023-24       | 14    | 1     | 0                | 0                | —                     | —                     | 14    | 1     |
| Getafe C. F. · España            | 1.ª           | 2024-25       | 7     | 0     | 0                | 0                | —                     | —                     | 7     | 0     |
| Getafe C. F. · España            | Total club    | Total club    | 21    | 1     | 0                | 0                | 0                     | 0                     | 21    | 1     |
| Total carrera                    | Total carrera | Total carrera | 65    | 2     | 0                | 0                | 0                     | 0                     | 65    | 2     |